# 198 (عدد)
| 190 191 192 193 194 195 196 197 198 199 ← قائمة بالأعداد -- أعداد صحيحة 0 100 200 300 400 500 600 700 800 900 ← |                                              |
| العدد | 198 مائة وثمانية وتسعون                      |
| التحليل إلى جداء عوامل أولية                                                                                    | 2•3•3•11                                     |
| قواسم | 198، 99، 66، 44، 36، 24، 12، 11، 9، 3، 2، 1. |
| التمثيل الثنائي                                                                                                 | 11000110                                     |
| التمثيل الثماني                                                                                                 | 63                                           |
| التمثيل الثنائي عشر                                                                                             | 43                                           |
| التمثيل السداسي عشر                                                                                             | 33                                           |

198 (مائة وثمانية وتسعون) هو عدد صحيح. يلي العدد 197 ويسبق العدد 199 وهو عدد طبيعي موجب.

## في الرياضيات
- 198 عدد غير أولي.
- 198 عدد زوجي.
- 198 عدد زائد، لأن مجموع قواسمه تساوي 270 ولأن 270 أكبر قطعا من 198.
- 198 هو عدد يقع بين عددين أوليين توأم، هما 197 و199.